# Jan Slaski (sadownik)
Jan Slaski (ur. 18 czerwca 1893 w Broniszowie, zm. 24 czerwca 1984 w Krakowie) – polski sadownik i szkółkarz. Profesor, doktor honoris causa Akademii Rolniczej w Poznaniu w 1983 i pierwszy kierownik Katedry Sadownictwa i Szkółkarstwa na tejże uczelni.
Pochodził z gałęzi małopolskiej rodziny Slaskich herbu Grzymała. Był synem Juliusza Slaskiego, właściciela majątku Broniszów ojcem Juliusza antropologa i alpinisty.
Pochowany jest na Cmentarzu Salwatorskim w Krakowie (sektor SC11-E-9).

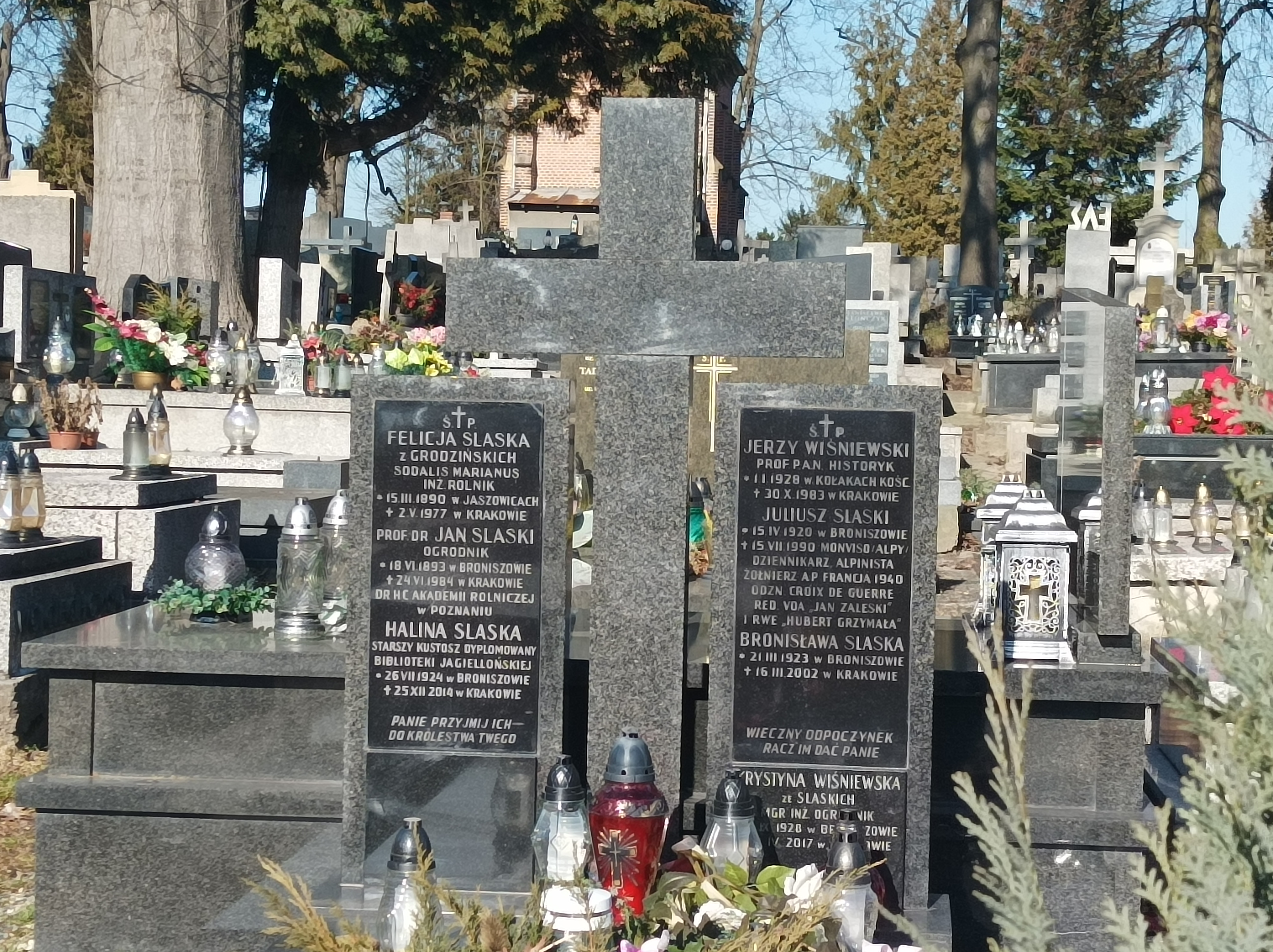
Grób prof. Jana Slaskiego na cmentarzu Salwatorskim

Jego imieniem nazwano jedną z ulic w Krakowie w dzielnicy VIII.

## Praca naukowa
Opublikował ok. 700 artykułów i prac naukowych. Za najważniejszą uważany jest podręcznik akademicki "Szkółkarstwo polskie", wydany w dwóch tomach w latach 1949 i 1950. Autor m.in. poradnika Podstawowe wytyczne dla zakładających i właścicieli sadów (Warszawa, 1936) oraz podręcznika akademickiego Szkółkarstwo szczegółowe drzew i krzewów ozdobnych oraz użytkowych (wspólnie z Bolesławem Sękowskim). Założyciel sadu doświadczalnego w Przybrodzie.